# Moraltheologie
Moraltheologie (lateinisch theologia moralis bzw. theologia morum) ist in der gegenwärtigen Struktur katholisch-theologischer Fakultäten die übliche Bezeichnung für diejenige wissenschaftliche Disziplin, die das Handeln und die praktische Lebensführung von Individuen unter ethischen Gesichtspunkten und im Kontext christlichen Glaubens diskutiert.

## Begriffsgeschichte
Seit Mitte des 12. Jahrhunderts ist der Ausdruck theologia moralis die gebräuchliche Bezeichnung für die Reflexion des Sittlichen aus theologischer Perspektive. Dem entsprach auch die Verwendung des deutschen Ausdrucks „Moraltheologie“ in der katholischen Theologie über lange Zeit. Die Ausgliederung der Moraltheologie als eigenständige Disziplin erfolgte allerdings nur allmählich.
In der protestantischen Theologie wurde dagegen eher von „Theologischer Ethik“ gesprochen. Dies war oftmals dezidiert abgrenzend zur katholisch-theologischen Moralreflexion gemeint, so etwa bei Richard Rothe, Johann Christian Konrad von Hofmann, Albrecht Ritschl, Christoph Ernst Luthardt. Anfänglich im 18., v. a. aber im 19. Jahrhundert gliederte sich in der katholischen Theologie eine eigene Disziplin aus, die soziale Fragen thematisiert und als Sozialmoral, Sozialethik oder Christliche Gesellschaftslehre bezeichnet wird.
Ein erster Lehrstuhl für Christliche Gesellschaftslehre entstand 1893. Die Sonderstellung der Sozialethik wurde insbesondere im 20. Jh. von einigen Theologen insofern für problematisch gehalten, als sowohl in Fragen der Moralbegründung und Fundamentalmoral im Allgemeinen wie auch in vielen Anwendungsfragen der Speziellen Moral ein Einbezug individualethischer wie auch sozialethischer Gesichtspunkte für nötig gehalten wird. Auf derartige Methodenfragen reagiert die Tendenz, Moraltheologie und Sozialethik einer beide Perspektiven integrierenden Disziplin einzuordnen, die üblicherweise „Theologische Ethik“ genannt wird und sich dabei üblicherweise dezidiert nicht mehr von der protestantisch-theologischen Diskussion der Moral abgrenzt.
Daraus resultiert, dass im gegenwärtigen Wortgebrauch v. a. zwei unterschiedliche Verwendungsweisen vorherrschen:
- „Moraltheologie“ als individualethische (vom Individuum ausgehender und darauf bezogener) Teildisziplin theologischer Ethik; wobei die theologische Ethik neben der individualethischen Moraltheologie auch die Sozialethik einschließt und sich von der philosophischen Ethik durch die theologische Perspektive unterscheidet
- „Moraltheologie“ als zusammenfassender Oberbegriff für die Moralreflexion in der Theologie

Während letztere Redeweise die traditionellere ist, wird derzeit vielfach für erstere plädiert.

## Abgrenzungen und Methodendiskussion
Im Unterschied zu einer allgemeinen philosophischen Ethik setzt die Moraltheologie ein dezidiert christliches Menschenbild und Weltverständnis voraus. Ob dieses auch Grundlage für die Begründung bestimmter sittlicher Normen sein sollte, wird kontrovers beurteilt, siehe hierzu den Hauptartikel Theologische Ethik.

## Teilgebiete
Generell lässt sich die Moraltheologie in zwei Teilgebiete einteilen, eines ist die sogenannte Fundamentalmoral. Sie reflektiert auf die Grundbegriffe und Methoden von Moralbegründungen und der theologischen Ethik bzw. Individualethik überhaupt. Die sog. Spezielle Moral(theologie) diskutiert den Anspruch des Sittlichen auf den verschiedenen konkreten Handlungsfeldern (etwa von Biomedizin, Wirtschaft, Politik, Medien, Umweltschutz, Friedenssicherung etc.).

## Klassische Schulbildungen
Ein Handelnder ist oftmals im Zweifel darüber, was zu tun gut und richtig ist, insbesondere, wenn das eine bestimmte Handlungsalternative verlangende Gesetz subjektiv zweifelhaft ist. Des Öfteren wird als biblische Referenz für derartige Dilemmata Röm 14,23  angeführt: „Wer aber zweifelt […], der ist gerichtet, denn es [das Handeln] kommt nicht aus seiner Überzeugung“. Das spitzt das allgemeine moralische Problem insb. unter theologischer Perspektive nochmals zu. Hinsichtlich der vorgeschlagenen Antworten, wie im Fall von Unsicherheit vorzugehen ist, lassen sich folgende in Mittelalter und früher Neuzeit ausgearbeiteten moraltheologischen Schulen unterscheiden:
- Tutiorismus: man wähle die sicherere (tutior) Alternative, was heiße: man gehorche dem Gesetz und riskiere damit am wenigsten, zu sündigen
- Probabiliorismus: man wähle, was plausibler (probabilior) erscheint
- Äquiprobabilismus: wenn zwei Alternativen von gleicher Plausibilität sind, besteht Wahlfreiheit
- Probabilismus: solange eine Alternative überhaupt plausibel ist, ist es moralisch erlaubt, sie zu wählen – auch wenn eine andere noch plausibler wäre
- Laxismus: eine Alternative ist stets erlaubt, die Frage nach der Plausibilität ist gemäß „lex dubia non obligat“ (ein zweifelhaftes Gesetz bindet nicht) fehlgeleitet.

### Tutiorismus
Die Formel lex dubia non obligat „ein zweifelhaftes Gesetz verpflichtet nicht“ wird vonseiten des absoluten Tutiorismus strikt abgelehnt, da es sicherer sei, dem geltenden Gesetz zu gehorchen; der Tutiorismus verlangt entsprechend die Befolgung aller Gesetze. Dabei geht dieser von der Annahme aus, dass der Mensch sündigen muss, begründet mit einem den Menschen nötigenden Einfluss der Ursünde, die zu einer verderbten menschlichen Natur führe. Vertreten wurde der absolute Tutiorismus vor allem vom Kreis um das Zisterzienserinnenkloster Port Royal, darunter Antoine Arnauld, Blaise Pascal, ferner Jean Duvergier de Hauranne und anderen Jansenisten.
Der gemäßigte Tutiorismus, der von verschiedenen Löwener Professoren im 17. und 18. Jahrhundert vertreten wurde, anerkennt die strittige Formel vom nichtbindenden zweifelhaften Gesetz, beschränkt aber die relevante Zweifelhaftigkeit auf Fälle, in denen höchste Wahrscheinlichkeitsgründe gegen seine Geltung sprechen.

### Probabilismus
Der in ausgearbeiteter und schulbildender Form auf den Dominikaner Bartolomé de Medina zurückgehende Probabilismus (von lat. probabilis: annehmbar, wahrscheinlich) vertritt, dass eine Handlung moralisch erlaubt ist, wenn sie aus annehmbaren Gründen getan wird. Als annehmbar gelten Gründe, die (1) von „weisen Männern“ vertreten werden und (2) durch „sehr gute Argumente bekräftigt“ sind. Später wurden diese Kriterien als (1) „extrinsische“ und (2) „intrinsische“ Wahrscheinlichkeit unterschieden.
Handelt man gegen ein moralisches Gesetz, bringt dafür aber „glaubwürdige“ (probabilis) Gewissensgründe vor, so kann ein Vertreter des Probabilismus dies als gerechtfertigt ansehen. Diese Position entlastet davon, stets weiter zu prüfen, ob für eine andere Alternative nicht noch bessere Gründe sprechen. Im Zweifelsfall kann das Handeln der Person als erlaubt beurteilt werden, wenn dafür positive subjektive Gründe sprechen. Man hält somit den subjektiven guten Willen für das Entscheidende, selbst wenn objektiv ein Irrtum vorliegt. Hintergrund ist eine optimistische Anthropologie: der Mensch sei im Grunde gut. Einen praktischen Probabilismus in ähnlicher Form vertreten z. B. traditionell jesuitische Theologen.

### Laxismus
Der Laxismus ist die extreme Gegenposition zum Tutiorismus: eine Handlung gegen ein Gesetz sei auch dann moralisch erlaubt, wenn dafür nur eine geringe Wahrscheinlichkeit besteht. Entsprechend wurden Gesetze schon als zweifelhaft betrachtet, wenn auch nur ganz schwache Gründe deren Geltung fraglich erscheinen ließen. Die Formel „Lex dubia non obligat“ wird also nicht nur akzeptiert, sondern besonders stark ausgelegt. Eine solche Position ist indes ein Konstrukt der Häresiologie. Sie wurde in Reinform nie von einem Theologen wirklich vertreten. Der Laxismus wurde durch Papst Alexander VII. (1665 und 1666) sowie durch Papst Innozenz XI. (1679) verurteilt.
Alsbald wurde „Laxismus“ im Gegensatz zum Rigorismus auch zum Begriff für all jene Lehren, die zu rasch und leicht Meinungen gegen ein Gesetz als begründet und annehmbar ansehen. In diesem Sinne wurden zum Beispiel Juan Caramuel y Lobkowitz und Antonio Escobar y Mendoza als Laxisten bezeichnet. Auch Tommaso Tamburini (1591–1675) musste sich gegen den Vorwurf des Laxismus verteidigen.
Eine weniger abwertende Bezeichnung der Gegenposition zum Rigorismus, als im Wort „lax“ mitschwingt, war im 18. und 19. Jahrhundert der Begriff „Benignismus“ (von lateinisch benignus = gütig, wohlwollend). Damit sollte ausgedrückt werden, dass es bei Urteilen nicht allein um die Argumentationsmuster geht, sondern dass darin auch die Unterschiede der Haltung gegenüber der Person einfließen, deren Handeln beurteilt wird: von einer Haltung der Strenge bis hin zu einer Haltung der Güte.